# Batman Unlimited: Monster Mayhem
Batman Unlimited: Monster Mayhem é um filme animado estadunidense dirigido por Butch Luckic e roteirizado por Heath Corson. É baseado nas histórias da DC Comics de mesmo nome. A voz do Batman é feita por Roger Craig Smith. É a sequência de Batman Unlimited: Animal Instincts.

## Sinopse
É noite de Halloween em Gotham City e Espantalho, Cara-de-Barro, Banshee Prateada e Solomon Grundy foram para as ruas para trazer encrenca! Batman está na trilha dos vilões mais assustadores da cidade enquanto, o que complica ainda mais as coisas, o palhaço príncipe do crime, Coringa, está governando sobre este misterioso grupo de criminosos desajustados. Depende do Cavaleiro das Trevas para acabar com este horrível gangue antes de desencadear "o riso digital", um vírus de computador que faz parte de um plano diabólico para comprometer toda a tecnologia vital de Gotham. Batman, Arqueiro Verde, Cyborg, Asa Noturna e Robin Vermelho devem juntar forças para combater esses vilões e salvar a cidade.

## Elenco
- Roger Craig Smith - Batman/Bruce Wayne[1]
- Troy Baker - Coringa[1]
- Khary Payton - Cyborg/Victor Stone[1]
- Chris Diamantopoulos - Arqueiro Verde/Oliver Queen[1]
- Will Friedle - Asa Noturna/Dick Grayson[1]
- Yuri Lowenthal - Robin Vermelho/Tim Drake[1]
- Kari Wuhrer - Banshee Prateada/Siobhan McDougal[1]
- Fred Tatasciore - Solomon Grundy/Cyrus Gold[1]
- Brian T. Delaney - Espantalho/Dr. Jonathan Crane[1]
- Dave B. Mitchell - Cara-de-Barro/Basil Karlo[1]
- Noel Fisher - Gogo Shoto[1]
- Richard Epcar - Comissário James Gordon
- Alastair Duncan - Alfred Pennyworth[1]
- Amanda Troop - Gladys Windsmere